# Parigi-Bourges 1974
La Parigi-Bourges 1974, venticinquesima edizione della corsa e valevole come prova del circuito UCI categoria CB.1, si svolse il 20 maggio 1974 e fu vinta dal britannico Barry Hoban, in 5h38'20".

## Ordine d'arrivo (Top 10)
| Pos. | Corridore           | Squadra      | Tempo    |
| ---- | ------------------- | ------------ | -------- |
| 1    | Barry Hoban         | Mercier      | 5h38'20" |
| 2    | Regis Ovion         | Peugeot      |          |
| 3    | Charles Rouxel      | Peugeot      |          |
| 4    | Bernard Bourreau    | Peugeot      |          |
| 5    | Roland Berland      | Bic          |          |
| 6    | Raymond Riotte      | Peugeot      |          |
| 7    | Jean-Claude Meunier | Peugeot      |          |
| 8    | Michel Périn        | Mercier      |          |
| 9    | Jacques Botherel    | Gitane       |          |
| 10   | Gerard Moneyron     | Merlin Plage |          |